# Justin Evans
Justin Evans (ur. 31 stycznia 1977 w Peters Township w stanie Pensylwania) – były amerykański piłkarz występujący na pozycji defensywnego pomocnika oraz futsalowiec; po zakończeniu kariery trener piłkarski.

## Kariera klubowa

### Piłka nożna
Justin Evans uczęszczał do Pennsylvania State University oraz St. Bonaventure University, gdzie w latach 1995-1998 występował w uniwersyteckich drużynach Penn State Nittany Lions i St. Bonaventure Bonnies.
Karierę seniorską rozpoczął on w zespole Pittsburgh Riverhounds, z którym występował w rozgrywkach A-League. Został on wybrany do tego zespołu jako numer jeden w drafcie. W połowie 1999 roku Evans wraz z pomocnikiem Mikiem Apple został on sprowadzony przez Petro Płock, trenowanej wówczas przez Adama Topolskiego. W Ekstraklasie zadebiutował 23. października w zremisowanym 1:1 meczu przeciwko Dyskobolii Grodzisk Wielkopolski, w którym zdobył bramkę. Ogółem rozegrał on dla Wisły cztery spotkania ligowe oraz po jednym meczu w ramach Pucharu Polski i Pucharu Ligi.
W lutym 2000 roku Evans powrócił do Stanów Zjednoczonych, gdzie został graczem San Jose Earthquakes i zadebiutował w MLS. W połowie sezonu odszedł do drugoligowego Pittsburgh Riverhounds, po czym zaliczył wypożyczenie w Chicago Fire, z którym zdobył U.S. Open Cup. W październiku 2000 roku Evans, po pozytywnym przejściu testów, został zakontraktowany przez drugoligową Lechię Gdańsk, gdzie rozegrał osiem spotkań. Następnie powrócił on do ojczyzny, gdzie w drafcie został wybrany do zespołu Chicago Fire, skąd wypożyczono go do Pittsburgh Riverhounds.
W połowie 2001 roku Justin Evans przeniósł się do Dallas Burn, gdzie spędził jeden sezon i odszedł do Charleston Battery, z którym zajął pierwsze miejsce w Konferencji Południowo-Wschodniej. Jego zespół w walce o grę w MLS odpadł w play-offach. Dwa kolejne sezony Evans spędził w macierzystym Pittsburgh Riverhounds, po czym w latach 2004-2005 ponownie był zawodnikiem Charleston Battery, z przerwą na wypożyczenie do trzecioligowego Northern Virginia Royals.
Od 2004 do 2006 roku Evans występował jedynie w drużynach futsalowych. W 2008 roku podpisał on swój ostatni w karierze zawodowy kontrakt z Pittsburgh Riverhounds i po roku zakończył grę w piłkę nożną.

### Futsal
Podczas gry w piłkę nożną na boisku pełnowymiarowym Justin Evans występował równocześnie od 2001 roku w amerykańskich drużynach futsalowych. Był on zawodnikiem klubów Cleveland Force, Kansas City Comets oraz Chicago Storm.

## Kariera trenerska
Justin Evans w latach 2009-2010 pełnił funkcję asystenta w sztabie trenerskim Pittsburgh Riverhounds, po czym objął w styczniu 2010 stanowisko pierwszego trenera zespołu.

## Sukcesy
- 1 x Puchar Stanów Zjednoczonych (U.S. Open Cup) – Chicago Fire (2000)